# Fußball-Oberliga Südwest (1945–1963)
Fußball-Oberliga Südwest byla jedna z pěti skupin Oberligy, nejvyšší fotbalové soutěže na území Německa v letech 1945 – 1963. Vytvořena byla v roce 1945 francouzskou okupační správou. Pořádala se na území Porýní-Falce a Sárska (v letech 1947 – 1951 Ehrenliga). Vítězové jednotlivých skupin Oberligy postupovaly do celostátní soutěže, která trvala necelý měsíc, v níž se kluby utkávaly vyřazovacím způsobem.
Zanikla v roce 1963 po vytvoření první ligové soutěže na území Německa (Bundesliga).

## Nejlepší kluby v historii - podle počtu titulů
Zdroj: 
| Vítězové nejvyšší ligové soutěže |        |                                                                  |
| Klub                             | Tituly | Vítězné ročníky                                                  |
| 1. FC Kaiserslautern             | 11     | 1947, 1948, 1949, 1950, 1951, 1953, 1954, 1955, 1956, 1957, 1963 |
| 1. FC Saarbrücken                | 3      | 1946, 1952, 1961                                                 |
| FK Pirmasens                     | 3      | 1958, 1959, 1960                                                 |
| Borussia Neunkirchen             | 1      | 1962                                                             |

## Vítězové jednotlivých ročníků
Zdroj: 
| Fußball-Oberliga Südwest (1945 – 1963)                                        |                           |                                                          |                                                          |
| Ročník                                                                        | Vítěz Oberligy            | Umístění v německém mistrovství                          | Německý mistr                                            |
| 1945 – 1946                                                                   | 1. FC Saarbrücken (1)     | německé mistrovství se nekonalo z důvodu okupace Německa | německé mistrovství se nekonalo z důvodu okupace Německa |
| 1946 – 1947                                                                   | 1. FC Kaiserslautern (1)  | německé mistrovství se nekonalo z důvodu okupace Německa | německé mistrovství se nekonalo z důvodu okupace Německa |
| 1947 – 1948                                                                   | 1. FC Kaiserslautern (2)  | Finále                                                   | 1. FC Norimberk                                          |
| 1948 – 1949                                                                   | 1. FC Kaiserslautern (3)  | 3. místo                                                 | VfR Mannheim                                             |
| 1949 – 1950                                                                   | 1. FC Kaiserslautern (4)  | Čtvrtfinále                                              | VfB Stuttgart                                            |
| 1950 – 1951                                                                   | 1. FC Kaiserslautern (5)  | Vítěz                                                    | 1. FC Kaiserslautern                                     |
| 1951 – 1952                                                                   | 1. FC Saarbrücken (2)     | Finále                                                   | VfB Stuttgart                                            |
| 1952 – 1953                                                                   | 1. FC Kaiserslautern (6)  | Vítěz                                                    | 1. FC Kaiserslautern                                     |
| 1953 – 1954                                                                   | 1. FC Kaiserslautern (7)  | Finále                                                   | Hannover 96                                              |
| 1954 – 1955                                                                   | 1. FC Kaiserslautern (8)  | Finále                                                   | Rot-Weiss Essen                                          |
| 1955 – 1956                                                                   | 1. FC Kaiserslautern (9)  | Skupina 1 (3. místo)                                     | Borussia Dortmund                                        |
| 1956 – 1957                                                                   | 1. FC Kaiserslautern (10) | Skupina 2 (3. místo)                                     | Borussia Dortmund                                        |
| 1957 – 1958                                                                   | FK Pirmasens (1)          | Skupina 1 (3. místo)                                     | FC Schalke 04                                            |
| 1958 – 1959                                                                   | FK Pirmasens (2)          | Skupina 1 (3. místo)                                     | Eintracht Frankfurt                                      |
| 1959 – 1960                                                                   | FK Pirmasens (3)          | Skupina 2 (4. místo)                                     | Hamburger SV                                             |
| 1960 – 1961                                                                   | 1. FC Saarbrücken (1)     | Skupina 1 (4. místo)                                     | 1. FC Norimberk                                          |
| 1961 – 1962                                                                   | Borussia Neunkirchen (1)  | Skupina 1 (4. místo)                                     | 1. FC Köln                                               |
| 1962 – 1963                                                                   | 1. FC Kaiserslautern (11) | Skupina 1 (4. místo)                                     | Borussia Dortmund                                        |
| • V roce 1963 se kluby Mistrovství NSR dohodly na založení Fußball-Bundesligy |                           |                                                          |                                                          |